# Katie Boulter
Katie Boulter (født 1. august 1996 i Leicester, Storbritannien) er en professionel kvindelig tennisspiller fra Storbritannien.